# Scutellaria
Scutellaria L., 1753 è un genere di piante spermatofite dicotiledoni della famiglia delle Lamiaceae.

## Etimologia
Il nome del genere deriva da una parola latina ("scutella") il cui significato è  "un piccolo piatto, un vassoio o un piatto" e si riferisce ai sepali che appaiono in questo modo durante il periodo di fruttificazione (= depressione del calice fruttificato). In dettaglio dietro il labbro superiore del calice è presente una larga, squamosa e concava tasca che, dopo la caduta della corolla, si rinchiude avanti con un movimento a cardine sul frutto.
Il nome scientifico del genere è stato definito da Linneo (1707 – 1778), conosciuto anche come Carl von Linné, biologo e scrittore svedese considerato il padre della moderna classificazione scientifica degli organismi viventi, nella pubblicazione "Species Plantarum - 2: 598. 1753" del 1753.

## Descrizione

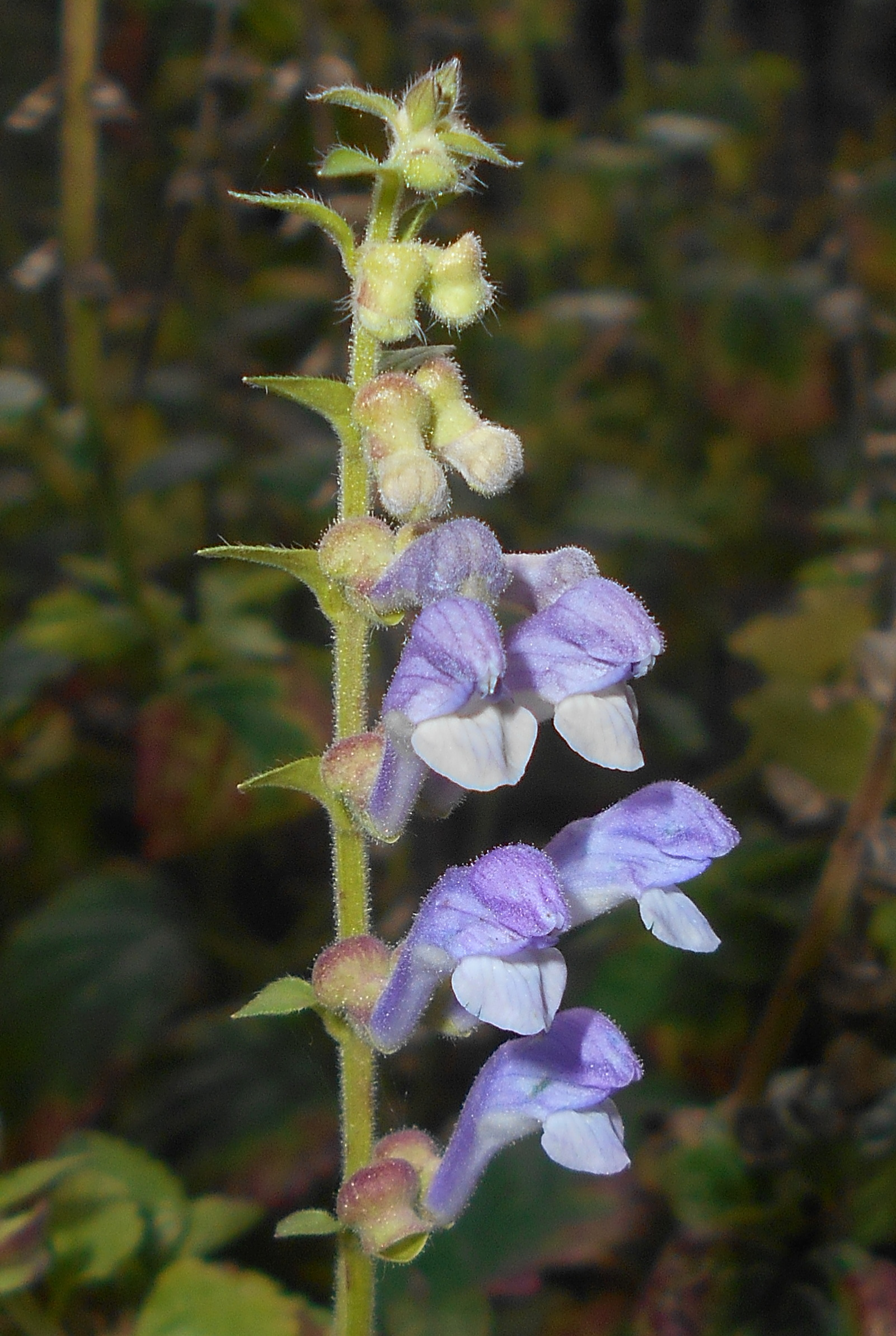
Il portamento
Scutellaria rubicunda

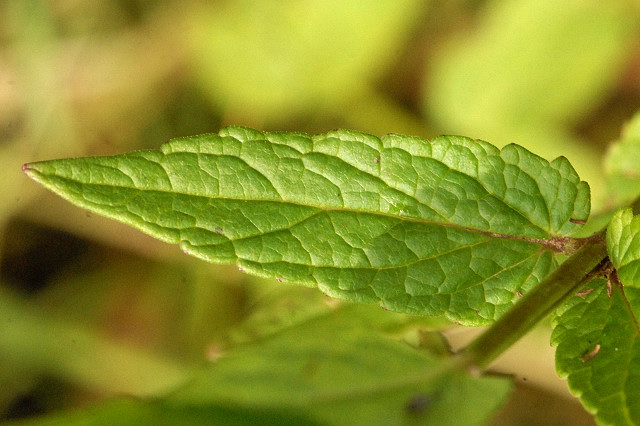
Le foglie
Scutellaria galericulata

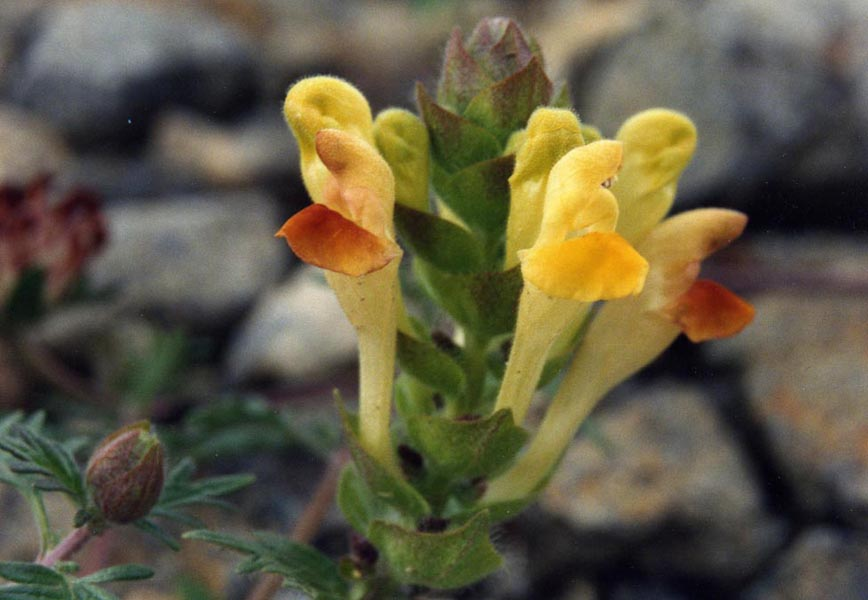
Infiorescenza
Scutellaria orientalis

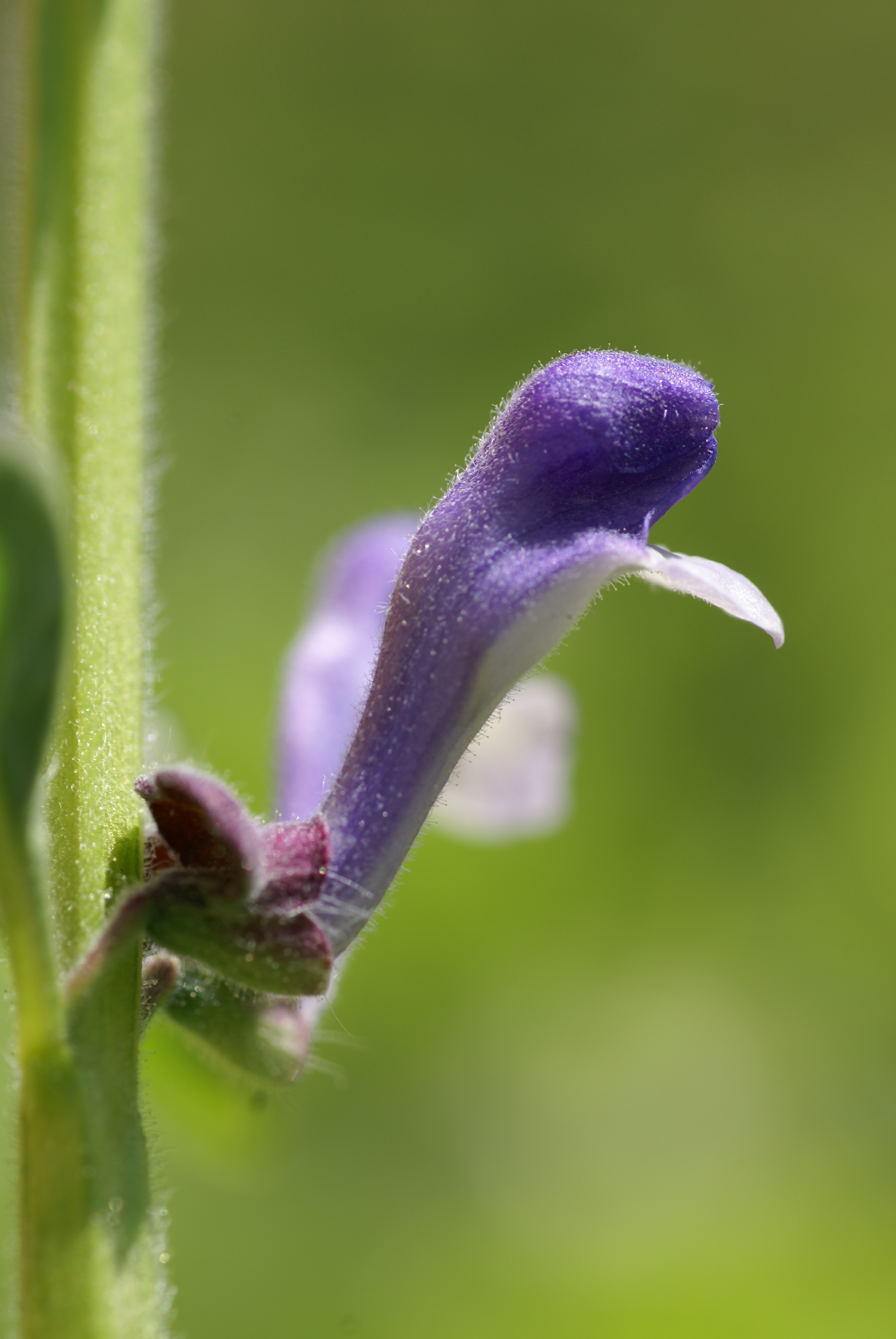
I fiori
Scutellaria altissima

Queste piante possono arrivare ad una altezza di 1 m. La forma biologica prevalente è emicriptofita scaposa (H scap), ossia in generale sono piante erbacee, a ciclo biologico perenne, con gemme svernanti al livello del suolo e protette dalla lettiera o dalla neve e sono dotate di un asse fiorale eretto e spesso privo di foglie. Possono essere presenti anche altre forme biologiche come camefita suffruticosa (Ch suffr) oppure geofita rizomatosa (G rhiz). Raramente sono presenti specie a ciclo biologico annuale. Sono presenti anche specie arbustive.

### Radici
Le radici sono secondarie da rizoma. Sono presenti degli stoloni basali striscianti.

### Fusto
La parte aerea del fusto è prostrato-ascendente o più comunemente eretta. Alla base può essere legnosa mentre all'apice è presente una certa pubescenza. La sezione dei fusti è quadrangolare a causa della presenza di fasci di collenchima posti nei quattro vertici.

### Foglie
Le foglie sono disposte in modo opposto; quelle inferiori sono picciolate con una lamina lanceolata o cuoriforme e dentata (o anche più o meno incise - raramente sono pennatifide). Le foglie superiori sono progressivamente minori. La superficie è più o meno pelosa e colorata di verde scuro. Le stipole sono assenti. 

### Infiorescenza
Le infiorescenze, di tipo racemoso (spighe o grappoli), ascellari o terminali, sono formate da densi o lassi verticilli fiorali (anche unilaterali). Nell'infiorescenza sono presenti delle brattee membranacee con diverse lunghezze e con forme lanceolato-acuminate e margini interi. Possono essere presenti anche delle bratteole.

### Fiore
I fiori sono ermafroditi e tetraciclici (con i quattro verticilli fondamentali delle Angiosperme: calice– corolla – androceo – gineceo) e pentameri (ogni verticillo ha 5 elementi).
- Formula fiorale. Per la famiglia di queste piante viene indicata la seguente formula fiorale:

X, K (5), [C (2+3), A 2+2], G (2), supero, 4 nucule
- Calice: il calice è un tubo campanulato (i sepali sono 5 e sono concresciuti) e zigomorfo (l'apice termina in modo bilabiato). Le labbra sono intere e rotonde; a maturità rinchiudono il frutto e acquistano una forma a scodella o scudo (è presente una squama spugnosa sul dorso). Il calice è percorso da alcune nervature longitudinali ed ha una superficie vellutata-glandulosa oppure può essere subglabro. Il calice è accrescente e a maturità racchiude il frutto..
- Corolla: la corolla a 5 petali è un lungo tubo terminante in modo bilabiato, ossia è una corolla gamopetala zigomorfa terminante con 4 lobi con struttura 3/1. Il tubo è diritto o incurvato e allargato all'apice; in alcune specie basalmente è genicolato. Il labbro posteriore è trilobo e forma un casco; quello anteriore è indiviso. La corolla si allunga all'antesi. L'interno è privo dell'anello di peli caratteristico per questa famiglia, mentre l'esterno può essere tomentoso. Il colore è purpureo, bianco, rosa, rosso, giallo o blu-violetto.
- Androceo: gli stami sono 4, tutti fertili, didinami inclusi (terminano sotto il labbro inferiore della corolla). I filamenti sono ravvicinati e paralleli. Le antere interne sono biloculari con le teche da parallele a divergenti. Negli stami esterni una teca è abortita (stami monoloculari). La antere sono cigliate. La deiscenza avviene tramite una fessura longitudinale comune. I granuli pollinici sono del tipo tricolpato o esacolpato.
- Gineceo: l'ovario è supero (o semi-infero) formato da due carpelli saldati (ovario bicarpellare) ed è 4-loculare per la presenza di falsi setti divisori all'interno dei due carpelli. Gli ovuli sono 4 (uno per ogni presunto loculo), hanno un tegumento e sono tenuinucellati (con la nocella, stadio primordiale dell'ovulo, ridotta a poche cellule).[12]. Lo stilo inserito sopra la base dell'ovario o più raramente alla base dell'ovario (stilo ginobasico) è del tipo filiforme e più lungo degli stami. Lo stigma è bifido. Il nettario è un disco alla base e intorno all'ovario ed è ricco di nettare.

### Frutti
Il frutto è un tetrachenio (uno schizocarpo composto da quattro nucule) secche. La forma è da ellissoidale a obovoidale o subglobosa, pubescente o glabra. La superficie è tubercolata. Il colore è grigiastro. I semi, di colore marrone scuro, sono sprovvisti di endosperma e sono piccolissimi con l'embrione ripiegato.

## Riproduzione
- Impollinazione: l'impollinazione avviene tramite insetti tipo ditteri e imenotteri (api e bombi), raramente lepidotteri (impollinazione entomogama).[13]
- Riproduzione: la fecondazione avviene fondamentalmente tramite l'impollinazione dei fiori (vedi sopra).
- Dispersione: i semi cadendo a terra (dopo essere stati trasportati per alcuni metri dal vento – disseminazione anemocora) sono successivamente dispersi soprattutto da insetti tipo formiche (disseminazione mirmecoria).

## Distribuzione e habitat
- Distribuzione: in Italia le "scutellarie" sono presenti con una certa discontinuità su tutto il territorio (meno frequenti nelle isole).[8] Nell'Europa e nell'areale del Mediterraneo queste piante sono presenti ovunque compresa la Transcaucasia, l'Anatolia, l'Asia mediterranea e il Magreb.[14] Fuori dall'Europa la distribuzione è cosmopolita anche se mediamente queste piante preferiscono un clima temperato o quanto meno subtropicale.[4][15]
- Habitat: queste piante in genere prediligono le zone boscose (leccete, querceti o castagneti) sia umide e paludose che sassose.[8]

### Distribuzione delle specie alpine
Cinque delle otto specie presenti sul territorio italiano si trovano sull'arco alpino. La tabella seguente mette in evidenza alcuni dati relativi all'habitat, al substrato e alla distribuzione delle specie alpine.
| Specie | Comunità vegetali | Piani vegetazionali | Substrato  | pH     | Livello trofico | H2O     | Ambiente | Zona alpina                 |
| --- | ----------------- | ------------------- | ---------- | ------ | --------------- | ------- | -------- | --------------------------- |
| Scutellaria alpina | 10                | alpino subalpino    | Ca         | basico | basso           | secco   | F5       | Alpi occidentali e centrali |
| Scutellaria altissima | 14                | collinare           | Ca         | basico | alto            | medio   | G4 I2    | AO? NO?                     |
| Scutellaria galericulata | 6                 | montano collinare   | Ca - Ca/Si | basico | medio           | bagnato | A3       | tutto l'arco alpino         |
| Scutellaria hastifolia | 11                | collinare           | Ca - Si    | neutro | alto            | bagnato | A4 F3 G2 | UD?                         |
| Scutellaria minor | 11                | collinare           | Si         | acido  | medio           | bagnato | E2 F3    | TO VC                       |
| Legenda e note alla tabella. Substrato: con “Ca/Si” si intendono rocce di carattere intermedio (calcari silicei e simili). Zona alpina: vengono prese in considerazione solo le zone alpine del territorio italiano (sono indicate le sigle delle province). Comunità vegetali: 6 = comunità delle megaforbie acquatiche; 10 = comunità delle praterie rase dei piani subalpino e alpino con dominanza di emicriptofite; 11 = comunità delle macro- e megaforbie terrestri; 14 = comunità forestali. Ambienti: A3 = ambienti acquatici come rive, stagni, fossi e paludi; A4 = ambienti umidi, temporaneamente inondati o a umidità variabile; E2 = torbiere alte; F3 = prati e pascoli mesofili e igrofili; F5 = praterie rase subalpine e alpine; G2 = praterie rase dal piano collinare a quello alpino; G4 = arbusteti e margini dei boschi; I2 = boschi di latifoglie. |                   |                     |            |        |                 |         |          |                             |

## Tassonomia
La famiglia di appartenenza della specie (Lamiaceae), molto numerosa con circa 250 generi e quasi 7000 specie, ha il principale centro di differenziazione nel bacino del Mediterraneo e sono piante per lo più xerofile (in Brasile sono presenti anche specie arboree). Per la presenza di sostanze aromatiche, molte specie di questa famiglia sono usate in cucina come condimento, in profumeria, liquoreria e farmacia. La famiglia è suddivisa in 7 sottofamiglie: il genere Scutellaria è descritto nella sottofamiglia Scutellarioideae. Nelle classificazioni più vecchie la famiglia Lamiaceae viene chiamata Labiatae.
I numeri cromosomici delle specie di questo genere variano da 2n = 18 a 2n = 88.

### Panorama storico
Queste piante, in particolare quelle originarie del Mediterraneo, erano conosciute dai botanici fin dal Rinascimento. Le denominazioni erano tra le più varie: Lysimachia galericulata coeruleo-purpurea (la attuale Scutellaria galericulata) denominata dal botanico fiammingo di origine francese Mathias de l'Obel (1538 - 1616) o Lobelius; oppure Cassida, un nome dato a tutto il genere dal botanico francese Joseph Pitton de Tournefort (Aix-en-Provence, 5 giugno 1656 – Parigi, 28 dicembre 1708). L'impiego di queste piante era soprattutto nei giardini europei dal XVII secolo. Alcune piante in passato sono state usate per scopi medicamentosi per la presenza di particolari sostanze chimiche.

### Sottogeneri
Il genere Scutellaria comprende quasi 400 piante per cui le varie specie sono ripartite in alcune sezioni qui sotto descritte:
- Lupulinaria: le foglie dell'infiorescenza sono membranose; i fiori sono raccolti in spighe (o infiorescenze) tetragone scarsamente subunilaterali; alcune specie: Scutellaria alpina L. e Scutellaria orientalis L..
- Heteranthesia: le foglie dell'infiorescenza hanno una consistenza erbacea; i fiori sono unilaterali; le foglie in genere non sono opposte; alcune specie: Scutellaria incarnata Vent. (originaria della Colombia).
- Stachymacris:  le foglie sono tutte opposte e quelle dell'infiorescenza hanno una consistenza erbacea; le infiorescenze sono formate da fiori raggruppati in racemi terminali singoli o panicolati; i fiori sono unilaterali; alcune specie: Scutellaria altissima L., Scutellaria columnae All., Scutellaria albida L., Scutellaria indica L. e Scutellaria baicalensis Georgi (per l'esattezza quest'ultima pianta appartiene alla sottosezione Angustifoliae).
- Galericularia:  le foglie sono tutte opposte e quelle dell'infiorescenza hanno una consistenza erbacea; le infiorescenze sono formate da fiori solitari alle ascelle delle foglie (raramente in racemi ascellari o terminali); i fiori sono unilaterali; specie presenti: Scutellaria galericulata L., Scutellaria lateriflora L., Scutellaria mociniana Benth., Scutellaria resinosa Torr. e Scutellaria brittonii Porter (in questa sezione sono presenti tre sottosezioni: Genuinae, Lateriflorae e Pterilomioideae).

Altri Autori distinguono un subgenere Scutellaria con infiorescenze unilaterali i cui fiori sono sottesi da foglie o brattee fogliacee, e un subgenere Apeltanthus Juz con infiorescenze a portamento quadrangolare e brattee con cappuccio, ma in questo caso non sono state trattate le numerose (oltre 100) specie asiatiche per cui tale circoscrizione non può essere applicata per queste specie.

### Specie spontanee della flora italiana
Per meglio comprendere ed individuare le specie del genere (solamente per le specie spontanee della flora spontanea italiana) l'elenco seguente utilizza il sistema delle chiavi analitiche:
- Gruppo 1A: la lamina delle foglie basali è dentata o più o meno incisa; le foglie dell'infiorescenza ( = a brattee) sono intere;

- Gruppo 2A: la corolla è lunga 18 - 28 mm;

- Scutellaria columnae All. - Scutellaria di Colonna: i fusti sono eretti; la lamina delle foglie è lunga 5 - 9 cm; l'infiorescenza è allungata con fiori distanziati. L'altezza della pianta varia tra 2 - 5 dm; il ciclo biologico è perenne; la forma biologica è emicriptofita scaposa (H scap); il tipo corologico è Orofita - Nord Est Mediterraneo; l'habitat tipico sono i boschi; in Italia è una pianta comune al Centro e al Sud fino ad una altitudine di 1.000 m s.l.m..
- Scutellaria alpina L. - Scutellaria delle Alpi: i fusti sono prostrati; la lamina delle foglie è lunga al massimo 2 cm; l'infiorescenza è quadrangolare, densa e breve (2 - 4 cm) con fiori ravvicinati. L'altezza della pianta varia tra 1 - 3 dm; il ciclo biologico è perenne; la forma biologica è camefita suffruticosa (Ch suffr); il tipo corologico è Orofita - Eurasiatico; l'habitat tipico sono i greti e i pendii sassosi; in Italia è una pianta rara e si trova con una cera discontinuità fino ad una altitudine compresa tra 1.500 e 2.500 m s.l.m..

- Gruppo 2B: la corolla è lunga 9 - 18 mm;

- Gruppo 3A: le brattee sono lunghe 3 - 8 mm; il colore della corolla in generale è bluastro;

- Scutellaria altissima L. - Scutellaria maggiore: le foglie sono lunghe 7 - 10 cm. L'altezza della pianta varia tra 4 - 10 dm; il ciclo biologico è perenne; la forma biologica è emicriptofita scaposa (H scap); il tipo corologico è Pontico - Pannonico; l'habitat tipico sono i boschi di latifoglie; in Italia è una pianta rara e si trova solamente al Centro fino ad una altitudine di 2.000 m s.l.m..
- Scutellaria rubicunda Hornem. - Scutellaria siciliana: le foglie sono lunghe 3 - 4 cm. L'altezza della pianta varia tra 25 - 40 cm; il ciclo biologico è perenne; la forma biologica è emicriptofita scaposa (H scap); il tipo corologico è Orofita - Est Mediterraneo; l'habitat tipico sono i boschi e gli anfratti umidi; in Italia è una pianta rara e si trova solamente in Sicilia fino ad una altitudine compresa tra 300 e 1.500 m s.l.m..

- Gruppo 3B: le brattee sono lunghe 12 - 15 mm; il colore della corolla è biancastro;

- Scutellaria albida L. - Scutellaria biancastra: l'altezza della pianta varia tra 2 - 4 dm; il ciclo biologico è perenne; la forma biologica è emicriptofita scaposa (H scap); il tipo corologico è Nord Est Mediterraneo; l'habitat tipico sono le boscaglie e i cespuglieti; in Italia è una pianta rarissima e si trova solamente nei pressi di Bologna fino ad una altitudine di 300 m s.l.m..

- Gruppo 1B: le foglie basali e quelle dell'infiorescenza sono più o meno simili;

- Gruppo 4A: la corolla è lunga 15 - 22 mm ed ha un tubo ricurvo;

- Scutellaria galericulata L. - Scutellaria palustre: la lamina delle foglie inferiori ha delle forme ovato-lanceolate con numerosi denti ottusi; la superficie del calice è glabra o con peli semplici. L'altezza della pianta varia tra 8 - 30 cm; il ciclo biologico è perenne; la forma biologica è geofita rizomatosa (G rhiz); il tipo corologico è Circumboreale; l'habitat tipico sono le paludi, i prati umidi e le sponde dei corsi d'acqua; in Italia è una pianta comune e ovunque presente (Sicilia esclusa) fino ad una altitudine di 900 m s.l.m..
- Scutellaria hastifolia L. - Scutellaria lanciforme: la lamina delle foglie inferiori è astata con margini interi o pochi denti basali; la superficie del calice è ricoperta da peli ghiandolari. L'altezza della pianta varia tra 1 - 4 dm; il ciclo biologico è perenne; la forma biologica è geofita rizomatosa (G rhiz); il tipo corologico è Sud Est Europeo - Pontico; l'habitat tipico sono le paludi e i prati umidi; in Italia è una pianta rara ed è presente al Nord e al Centro fino ad una altitudine di 1.500 m s.l.m..

- Gruppo 4B: la corolla è lunga 6 - 7 mm ed ha un tubo diritto;

- Scutellaria minor Hudson - Scutellaria minore: l'altezza della pianta varia tra 5 - 20 cm; il ciclo biologico è perenne; la forma biologica è emicriptofita scaposa (H scap); il tipo corologico è Subatlantico; l'habitat tipico sono le paludi acide e i bordi di stagni oligotrofi; in Italia è una pianta rarissima e si trova solamente nel Nord-Ovest fino ad una altitudine di 600 m s.l.m..

### Elenco specie europee
In Europa e nell'areale del Mediterraneo sono presenti le seguenti specie:
- Scutellaria albida L. - Distribuzione: Italia, Penisola Balcanica, Anatolia e Asia mediterranea
- Scutellaria alpina L. - Distribuzione: Italia, Pirenei e Penisola Balcanica
- Scutellaria altissima L. - Distribuzione: Italia, Europa orientale (meridionale), Transcaucasia e Anatolia
- Scutellaria amphichlora Juz. - Distribuzione: Transcaucasia
- Scutellaria araratica Grossh. - Distribuzione: Transcaucasia
- Scutellaria araxensis Grossh. - Distribuzione: Transcaucasia
- Scutellaria artvinensis Grossh. - Distribuzione: Transcaucasia
- Scutellaria balearica Barceló - Distribuzione: Isole Baleari
- Scutellaria brevibracteata Stapf - Distribuzione: Anatolia e Asia mediterranea
- Scutellaria caucasica A. Ham. - Distribuzione: Transcaucasia
- Scutellaria columnae All. - Distribuzione: Italia, Penisola Balcanica, Spagna e Magreb
- Scutellaria cypria Rech. f. - Distribuzione: Isola di Cipro
- Scutellaria daghestanica Grossh. - Distribuzione: Transcaucasia
- Scutellaria darriensis Grossh. - Distribuzione: Transcaucasia
- Scutellaria diffusa Benth. - Distribuzione: Anatolia e Siria
- Scutellaria fontqueri Ortega Oliv. & Devesa - Distribuzione: Marocco
- Scutellaria galericulata L. - Distribuzione: Italia, Europa, Anatolia e Transcaucasia
- Scutellaria glaphymstachys Rech. f. - Distribuzione: Anatolia
- Scutellaria granulosa Juz. - Distribuzione: Transcaucasia
- Scutellaria grossheimiana Juz. - Distribuzione: Transcaucasia
- Scutellaria hastifolia L. - Distribuzione: Italia, Europa, Anatolia e Transcaucasia
- Scutellaria helenae Albov - Distribuzione: Transcaucasia
- Scutellaria heterophylla Montbret & Aucher ex Benth. - Distribuzione: Anatolia e Siria
- Scutellaria hirta Sm. - Distribuzione: Isola di Creta
- Scutellaria karjaginii Grossh. - Distribuzione: Transcaucasia
- Scutellaria leptostegia Juz. - Distribuzione: Transcaucasia
- Scutellaria megalaspis Rech. f. - Distribuzione:Anatolia e Siria
- Scutellaria minor Huds. - Distribuzione: Italia, Europa (occidentale)
- Scutellaria novorossica Juz. - Distribuzione: Transcaucasia
- Scutellaria oreophila Grossh. - Distribuzione: Transcaucasia
- Scutellaria orientalis L. - Distribuzione: Spagna, Penisola Balcanica, Russia (meridionale), Transcaucasia, Anatolia, Siria e Marocco
- Scutellaria oschtenica Juz - Distribuzione: Transcaucasia
- Scutellaria ossethica Kharadze - Distribuzione: Transcaucasia
- Scutellaria paradoxa Galushko - Distribuzione: Transcaucasia
- Scutellaria pinnatifida A. Ham. - Distribuzione: Anatolia e Siria
- Scutellaria platystegia Juz. - Distribuzione: Transcaucasia
- Scutellaria pontica K. Koch - Distribuzione: Anatolia e Transcaucasia
- Scutellaria porphyrantha Rech. f. - Distribuzione: Anatolia
- Scutellaria prilipkoana Grossh. - Distribuzione: Transcaucasia
- Scutellaria raddeana Juz. - Distribuzione: Transcaucasia
- Scutellaria rhomboidalis Grossh. - Distribuzione: Transcaucasia
- Scutellaria rubicunda Hornem. - Distribuzione: Sicilia
- Scutellaria rupestris Boiss. & Heldr. - Distribuzione: Albania e Grecia
- Scutellaria salviifolia Benth. - Distribuzione: Anatolia
- Scutellaria sedelmeyerae Juz. - Distribuzione: Transcaucasia
- Scutellaria sevanensis Sosn. ex Grossh. - Distribuzione: Transcaucasia
- Scutellaria sibthorpii (Benth.) Halácsy - Distribuzione: Isola di Cipro
- Scutellaria sieberi Benth. - Distribuzione: Isola di Creta
- Scutellaria sporadum Bothmer - Distribuzione: Grecia
- Scutellaria supina L. - Distribuzione: Europa orientale (meridionale)
- Scutellaria tatianae Juz. - Distribuzione: Transcaucasia
- Scutellaria tomentosa Bertol. - Distribuzione: Anatolia e Asia (mediterranea)
- Scutellaria tournefortii Benth. - Distribuzione: Anatolia e Transcaucasia
- Scutellaria utriculata Labill. - Distribuzione: Siria
- Scutellaria zivari Akhmed-Zade - Distribuzione: Transcaucasia

### Ibridi
Nell'elenco seguente sono indicati alcuni ibridi interspecifici:
- Scutellaria × churchilliana Fernald
- Scutellaria × minkwitziae  Juz.
- Scutellaria × neumannii  H.Melzer & Bregant
- Scutellaria × nicholsonii  Taub.

### Sinonimi
L'entità di questa voce ha avuto nel tempo diverse nomenclature. L'elenco seguente indica alcuni tra i sinonimi più frequenti:
- Anaspis Rech.f.
- Cassida  Ség.
- Cruzia  Phil.
- Harlanlewisia  Epling
- Hastifolia  Ehrh.
- Perilomia  Kunth
- Salazaria  Torr.
- Theresa  Clos